# ラシッド・アル＝ディーン・ワトワート
ラシッド・アル＝ディーン・ムハンマド・ウマーリ・ワトワート（Rashid al-Din Muhammad Umar-i Vatvāt、1114年頃 - 1182年か1183年頃）は、ペルシア（現:アフガニスタン）バルフ出身の詩人、学者。
ホラズム・シャー朝の第3代君主アトスズに仕えた宮廷詩人、学者、書記官であり、主君のアトスズとは互いに冗談を言い合う仲にあった。風采があがらず、「燕」もしくは「コウモリのワトワート」。と呼ばれた。

## 略歴
詩人としてはペルシア語の修辞学、韻律について述べた散文『魔法の園』、約8500句からなる頌詩『ワトワート詩集』を著した。また、アラビア語でも頌詩を作詩していた。
ワトワートはアトスズに権威を称える詩を献上したが、その詩の中にはホラズム・シャー朝の宗主国であるセルジューク朝を侮辱する表現が含まれており、侮辱に激怒したセルジューク朝のスルターン・サンジャルは1143年（もしくは1144年）にホラズムを攻撃した。
1147年にサンジャルが再度ホラズムを攻撃しハザール・アスブの町を包囲した際、サンジャルに従軍していた詩人アンワリーによるサンジャルの勝利を宣言する四行詩が付けられた矢文がハザール・アサブに放たれると、ワトワートは一行詩を付けた矢文をセルジューク側に射返した。この2人の詩人による矢文のやり取りは後世様々な書物で紹介される、有名な逸話となった。
サンジャルはハザール・アスブを占領された後、数度にわたって反抗的な態度を取ったワトワートを処刑するために彼を捕らえようとした。ワトワートはサンジャルの臣下たちに仲裁を求めて拒絶されたものの、サンジャルの側近の一人であるムンジャブディーン・バディーの取り成しによって助命される。